# Шёдин, Стиг
Стиг Абрахам Шёдин (швед. Stig Abraham Sjödin; 7 октября 1917, Хёгбу, Евлеборг, Швеция — 24 апреля 1993, Стокгольм) — шведский прозаик, поэт и журналист.

## Жизнеописание
Стиг Шёдин родился и вырос в рабочей семье, трудившейся на заводе Брук в Сандвикене. Как и другие дети его прослойки, он начал работать на заводе сразу же после окончания школы. Несколько лет он стоял в трубовальцовочном цехе «возле подъемного устройства между первой и второй парой вальков». Тут он почувствовал потребность писать. Приобщившись к решению социальных вопросов, Шёдин взял эту тему ведущей во всех своих произведениях.
Проработав на заводе десять лет и окончив курс обучения в народных университетах Бруннсвика (Brunnsviks folkhögskola) и Сигтуна, он перебрался в Стокгольм, где работал журналистом в издании Folket i Bild и Aftontidningen. В 1945 году дебютировал поэтическим сборником «Бомба не разорвалась». В 1949 году вышел его знаковый сборник стихов «Частица сажи», в котором автор запечатлел свой опыт, приобретенный в Сандвикене. Впервые в современной поэтической форме ярко описаны рабочие и их труд. Эта книга выдержала несколько изданий. Именно она стала толчком к созданию Общества Стига Шёдина в октябре 1996 года.
В 1950-х годах и далее главными мотивами в стихах Шёдина стали природа, любовь и критика общества. Ведущей темой в его творчестве было уважение к природе и человеку. Шёдина считали пролетарским писателем. Последним его сборником стала «Врачебная книга, путешествие вниз» (швед. Läkebok, nedresa), опубликованная за три недели до смерти автора, в апреле 1993 года. Книга имела успех у критиков.
Стига Шёдина похоронили на Катаринском кладбище в Стокгольме.